# Quinta de Boa Vista
La Quinta de Boa Vista es un parque situado en el barrio San Cristóbal de Río de Janeiro, Brasil. Alberga el Palacio Imperial de San Cristóbal, la antigua residencia de la familia imperial brasileña.
Albergaba el Museo Nacional de Brasil. El 2 de septiembre de 2018 se desató un incendio que destruyó de forma casi completa el acervo del museo.

## Historia
En el siglo XIX, la Quinta da Boa Vista pertenecía a Elías Antônio Lopes, un rico comerciante portugués que en 1803 construyó una mansión en una colina. Dada la escasez de espacio residencial en Río de Janeiro para dar cabida a todos los miembros de la familia real portuguesa (que llegaron a Brasil en 1808, huyendo de las tropas de Napoleón), Elías decidió donar su propiedad al príncipe regente Juan de Braganza, para servir como residencia real.

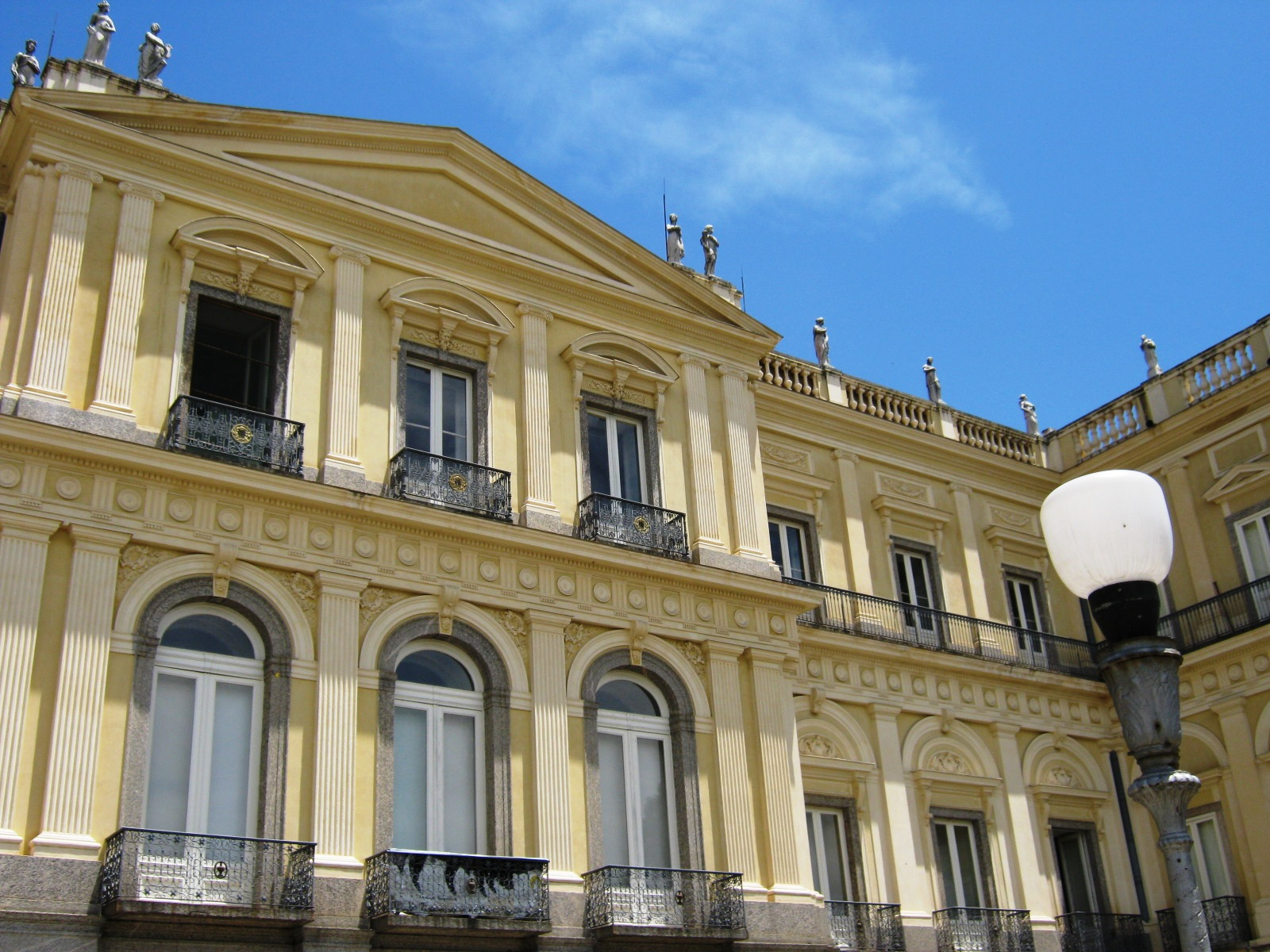
Fachada del palacio-museo.

Sin embargo, el área estaba rodeada de manglares y la comunicación por tierra con la ciudad era difícil. El drenaje y saneamiento de los humedales dio lugar a la apertura de caminos transitables. Para acomodar mejor la gran familia, De Braganza reformó por completo la casa, transformándola en un palacio real.
La reforma, dirigida por el arquitecto británico John Johnston, fue terminada en 1821. En los límites exteriores del palacio, Johnston instaló una puerta, regalo enviado desde Inglaterra a Brasil por el aristócrata Hugh Percy.
Después de la declaración de la Independencia de Brasil, en 1822, el Palacio se convirtió en la residencia del emperador Pedro I. La renovación y ampliación del Palacio continuó con el arquitecto portugués Manuel da Costa, seguido por el arquitecto francés Pierre-Joseph Pézerat, reconocido como el autor del diseño final del edificio de estilo neoclásico. Pézerat añadió una nueva torre a la izquierda de la fachada principal y construyó el tercer piso de la casa.
El trabajo fue continuado después de 1847 por el artista brasileño Manuel de Araújo Porto-Alegre, que integró las fachadas del edificio, seguido por el alemán Theodor Marx. Varias salas del palacio fueron decoradas por el artista italiano Mario Bragaldi, incluido el Salón del Trono y la Sala de Embajadores, pintados con trompe-l'œil.
Después de la boda del príncipe Pedro y la archiduquesa María Leopoldina de Austria, en 1817, la pareja continuó viviendo en el palacio, el lugar de nacimiento de la futura reina de Portugal, María II, así como el futuro emperador del Brasil, Pedro II. La emperatriz María Leopoldina murió allí en 1825.
Pedro II fue criado y educado en el palacio, y en 1869 ordenó la remodelación de los jardines. El diseñador francés Auguste François Marie Glaziou estuvo a cargo del proyecto, incluidas las lagunas, puentes, cuevas y templos antiguos falsos, todos siguiendo la tendencia de la época romántica. Sus hijos también nacieron en el palacio, como la princesa Isabel, conocida por la abolición de la esclavitud en Brasil en 1888.

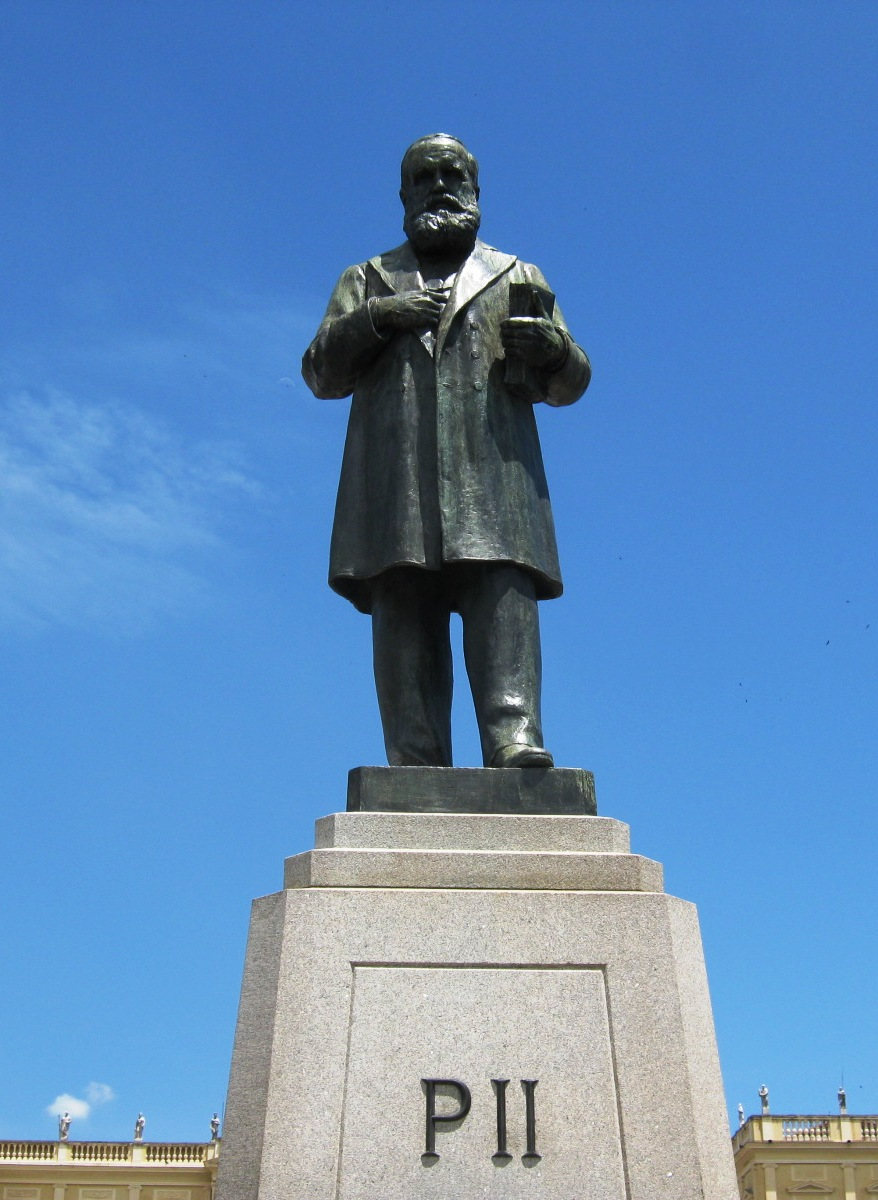
Estatua del Emperador Pedro II en el frontis del Palacio.

Con la Proclamación de la República en 1889, la familia imperial fue expulsada del país y la casa fue abandonada temporalmente. En 1891, el edificio fue utilizado por los representantes legislativos, quienes produjeron la primera Constitución de la República. En 1892, se convirtió en la sede permanente del Museo Nacional de Brasil. Los jardines del palacio fueron abandonados por casi veinte años hasta que, en 1909, el presidente Nilo Pecanha ordenó su restauración, conservando las características que han sido dadas por Glaziou.
Por otra parte, el palacio fue despojado de sus decorados originales, que fueron destruidos o vendidos después de la Proclamación de la República. El Salón del Trono y otras reliquias del Imperio se pueden ver hoy en el Museo Imperial de Petrópolis (antiguo palacio de verano de la familia imperial).
El 2 de septiembre de 2019, el edificio fue afectado por un gran incendio. Aunque la estructura se mantuvo entera, los interiores del palacio, bien como gran parte del patrimonio del museo, resultaron completamente destruidos.